# Èter (física)
|  | Per a altres significats, vegeu «Èter (desambiguació)». |

Representació de l'èter

En física, l’èter lumínic indicava la hipotètica matèria a través de la qual, fins al segle xix, es pensava que es propagaven les ones electromagnètiques.

## Història
El terme i les primeres afirmacions sobre l’èter es remunten al naturalisme de la filosofia grega, que li atribuïa la capacitat d'impregnar tots els espais, des de la Terra fins al cosmos, com un fluid continu extremadament fi, que omplia tots els buits, molt més subtil que els altres quatre elements.
Les doctrines sobre l’èter van passar per l'edat mitjana i el Renaixement, en què s’entenia com una realitat de connexió entre l'esperit i la natura, fins que les noves teories mecanicistes van començar a concebre'l com un mitjà cada cop més brut. Descartes, per exemple, va explicar el fenomen de la gravetat sobre la base de vòrtexs d’èter.

### Teories de la llum
Tot i que al segle xviii la hipòtesi més acreditada sobre la naturalesa de la llum era la corpuscular de Newton, va ser al segle següent, quan l’afirmació de la teoria ondulatòria de la llum de Young i Fresnel es va fer més estricta, que va sorgir la necessitat d'una matèria que donés sentit a aquest tipus de propagació.
La naturalesa d’aquest mitjà material va ser una font de nombrosos problemes des del principi. El fet que les ones de llum fossin ones transversals requeria un èter sòlid en lloc de ser líquid o gasós; la velocitat de propagació de la llum molt elevada requeria una corresponent rigidesa a l'èter; el fenomen astronòmic de l’aberració de la llum de les estrelles indicava que l’èter havia de romandre immòbil a distàncies astronòmiques. Tanmateix, en contrast aparent amb tot això, no es va poder revelar cap resistència al moviment dels cossos que pogués atribuir-se a l'èter.
La Terra i el sistema solar en general, orbiten al centre de la seva pròpia galàxia a una velocitat de 217 km/s. Per tant, un vent d'èter amb aquesta velocitat hauria de colpejar la Terra en la direcció oposada al seu moviment de revolució galàctica. El moviment del sistema solar a la galàxia no era ben conegut al segle xix, però es coneixia el moviment de rotació al voltant del seu eix, ja que es coneixia precisament el diàmetre de la Terra: el seu efecte hauria estat un vent d'èter variable amb la latitud, amb un pic de 460 m/s a l’equador. A més a més, es coneixia el moviment de revolució de la Terra al voltant del Sol, a una velocitat d’uns 30 km/s.
Amb mirada retrospectiva, l'experiment de Michelson i Morley de 1887, és considerat per la majoria d'autors, com l'experimentum crucis sobre aquest tema. En realitat, no hi havia models alternatius capaços d’emmarcar coherentment les dades experimentals i el resultat s’interpretava simplement com una prova de l’absència de vent d'èter, que s’explicava per altres possibles mecanismes com l’arrossegament d’un èter sobre la superfície terrestre, amb el pensament fixat a l'espai.
Caldria esperar als primers anys del nou segle, quan Hendrik Lorentz i Henri Poincaré van proposar les famoses transformacions i Albert Einstein va publicar la seva variació dels primers principis, que més tard es va fer famosa com la teoria especial de la relativitat, que va desenvolupar sense fer cap hipòtesi sobre l’èter.
Tanmateix, Einstein va reconèixer que havia substituït l’antic concepte d’èter per una nova concepció de l'espai, però dotat de propietats físiques específiques pròpies, un espai que consisteix en una estructura amb les quatre dimensions de l'espaitemps.
| « | «Hauria estat més correcte que en les meves primeres publicacions m'hagués limitat a emfatitzar la impossibilitat de mesurar la velocitat de l'èter, en lloc de recolzar sobretot la seva inexistència. Ara entenc que la paraula èter no significa res més que la necessitat de representar l'espai com a portador de propietats físiques ". (Albert Einstein, d'una carta a A. H. Lorentz, 1919) | » |

La negació de l'èter conduiria, segons Einstein, a "suposar que l'espai buit no posseeix cap propietat física, cosa que està en desacord amb les experiències fonamentals de la mecànica":
| « | «Fins i tot si el 1905 pensava que en física era absolutament impossible parlar d’èter, aquest judici era massa radical, com podem veure amb les següents consideracions de la relativitat general. Per tant, és permès assumir un medi d’ompliment a l'espai si es fa referència al camp electromagnètic i, per tant, també a la matèria. Tanmateix, no està permès atribuir a aquest mitjà un estat de moviment en tots els punts en analogia amb la matèria ponderable. Aquest èter no es pot concebre com a format per partícules ". (Albert Einstein, Grundgedanken und Methoden der Relativitätstheorie in ihrer Entwicklung dargestellt, § 13, 1920) | » |

## Significat actual
El terme ha passat al llenguatge comú per indicar de manera genèrica l'espai atmosfèric on té lloc la transmissió de dades sense fils, incloses les emissions de ràdio i televisió.
La nova accepció del terme va néixer amb els orígens de la radiotelegrafia, quan Guglielmo Marconi en els seus experiments de propagació per ràdio transoceànica d’Europa a Amèrica va utilitzar la propagació ionosfèrica o la propagació d’ones de ràdio que exploten la reflexió electromagnètica en la capa atmosfèrica ionitzada conductora, que és la ionosfera, permetent la seva propagació més enllà del simple rang òptic entre transmissor i receptor o més enllà dels límits imposats per la curvatura de la Terra. Aquesta forma de propagació va portar posteriorment al descobriment de la pròpia ionosfera, però inicialment no estava clar amb què reflectien les ones de ràdio i, per tant, encara es feia servir el concepte d'"èter".